# 淡路市立図書館
淡路市立図書館（あわじしりつとしょかん）は、日本の兵庫県淡路市が市内に設置している2館の公立図書館で形成される組織である。

## 概説
2005年（平成17年）に淡路島北部の津名郡に存在していた5町の合併により淡路市が成立した時点では、津名町と東浦町の2町が公立図書館を設置していた。
合併時に図書館を設置していなかった淡路町（岩屋地域）、北淡町、一宮町の3町が公民館に併設していた図書室は、合併後も分館ではなく図書館組織としての淡路市立図書館配下の図書室として扱われている。

## 図書館
図書館組織の発足時点で津名・東浦の2館は蔵書数や延床面積の規模に大きな違いはなかった。
2021年（令和3年）3月に津名図書館が現在地へ新築移転し、規模が拡充された。

### 津名図書館
淡路市立津名図書館（あわじしりつつなとしょかん）は、1988年（昭和63年）11月3日に当時の津名郡津名町が開館した津名町立図書館を前身とする。
旧館から南東に約1.7キロメートル離れた志筑新島のしづかホール北側隣接地へ移転し、2021年（令和3年）3月28日に現在地で開館した。
アクセス
神戸方面からは淡路交通（神姫バスと共同）三ノ宮・洲本線もしくは学園都市・洲本線（同）でしづかホール前停留所下車。
洲本・福良方面からは同縦貫線でしづかホール前停留所下車。
周辺施設
- しづかホール
- 淡路市商工会本所
- 津名臨海運動公園
- しづのおだまき館
- 淡路市役所（生穂新島）

#### 旧館（津名町立図書館）

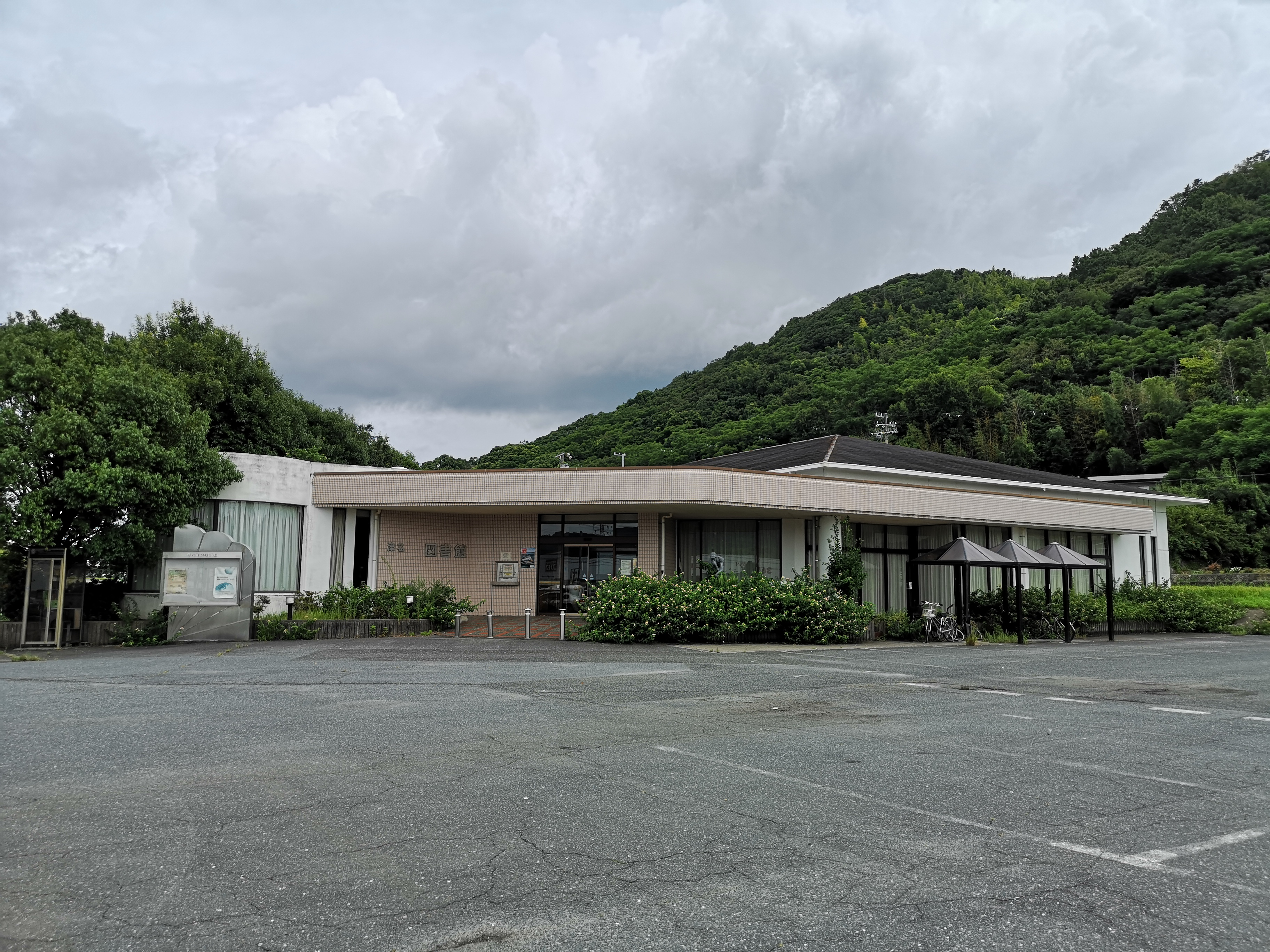
津名町立図書館（旧館）

移転前の旧館は1988年（昭和63年）11月3日に津名町立図書館として開館した。1階建ての小規模な建造物ながら津名郡内では初の公立図書館で、隣接する一宮地域からの利用も多く見られた。
津名郡5町の合併で淡路市が成立した後は淡路市立津名図書館に改称したが、築30年余りを経過し老朽化と狭隘化が問題になったため、2020年（令和2年）11月を以て閉館し現本館へ移転した。
- 所在地：兵庫県淡路市志筑818-1

### 東浦図書館
淡路市立東浦図書館（あわじしりつひがしうらとしょかん）は、1997年（平成9年）6月3日に当時の津名郡東浦町が開館した東浦町立図書館を前身とする。郡内では津名町立図書館に続き2館目の公立図書館で、淡路市立（旧東浦町立）サンシャインホールに併設されている。
アクセス
淡路市内からはあわ神あわ姫バス1系統に乗り、東浦バスターミナル下車すぐ。
神戸・洲本方面からは、いずれも本四海峡バス大磯号で東浦バスターミナル下車すぐ。
周辺施設
- 淡路市立浦小学校
- 浦県民サンビーチ
- 中浜稔猫美術館

## 図書室
淡路市の前身5町のうち常設の図書館を設置していなかった淡路町・北淡町・一宮町では、いずれも公民館に図書室が併設されている。データはいずれも2017年（平成29年）時点の数値で、出典は『広報淡路』平成30年11月号。

### 岩屋公民館図書室
- 所在地：兵庫県淡路市岩屋1514-18

北緯34度35分36.39秒 東経135度0分51.4秒 / 北緯34.5934417度 東経135.014278度
- 蔵書数：8,685冊
- 貸出数：3,559冊
- ISIL：JP-1007730

### 北淡公民館図書室
- 所在地：兵庫県淡路市富島25-41

北緯34度32分50.49秒 東経134度55分29.82秒 / 北緯34.5473583度 東経134.9249500度
- 蔵書数：32,414冊
- 貸出数：17,185冊
- ISIL：JP-1002373

### 一宮公民館図書室
- 所在地：兵庫県淡路市郡家396-1

北緯34度28分24.99秒 東経134度50分49秒 / 北緯34.4736083度 東経134.84694度
- 蔵書数：17,920冊
- 貸出数：18,371冊
- ISIL：JP-1002374

## 貸し出し
淡路市に居住、もしくは市内に通勤・通学する者を対象に利用券を発行する。
利用条件等は公式サイトの「利用案内」を参照。津名図書館と東浦図書館のカウンターでは、兵庫県立図書館の蔵書をインターネットで予約して受け取りが可能である（県立図書館の利用券は別途必要）。

### 広域貸し出し
1993年（平成5年）に洲本市立図書館と当時の津名郡・三原郡内に所在した町立図書館・室で淡路図書館等連絡協議会を設立し、同協議会の協定に基づいて島内3市（淡路市、洲本市、南あわじ市）の居住者に対して広域貸し出しを実施している。
また、2015年（平成27年）4月1日からは神戸市隣接市・町長懇話会で締結された協定に基づき神戸市立図書館と相互で広域貸し出しを実施している。